# 美国海军作战部长
美国海军作战部长（英語：Chief of Naval Operations，缩写CNO），或譯海軍軍令部長，是美国海军最高階的將領之一，相當於他國海軍司令或海軍參謀長，亦為参谋长联席会议成员。海军作战部长受海军部长的直接领导，负责指挥、资源利用、海军作战部队的战斗力以及由海军部长分配给海军的其他任务。在海军部长的授权下，海军作战部长还负责美国一体化作战司令部中海军方面的人事和资源调配。海军作战部长的其他职能还有：按美国法典第10编第5033节履行其职责、接受部长安排的其他任务或者将职责与任务分配给其下属军官。与其他参联会成员一样，海军作战部长只是一个行政职务，没有对美国海军部队的军事指挥权。
海军作战部长是美国总统、国防部长在指导战争方面的主要海军顾问。海军作战部长由总统提名，在参议院得到多数同意方可就职。任海军作战部长有一项要求：必须有重要的联合作战经验，包括：作为海军将官至少参加过一次联合作战部署行动。但是若总统可依据国家利益需要免除这一项要求。按照规定，海军作战部长应由一名四星海军上将担任。
海军作战部长一職的前身是海军作战部助理，后者的设立由行政法确立，而非法令规定。

## 海军作战部长室组织结构
海军作战部长室包括海军作战部长、作戰副部长、各作戰次长、各助理部长、军医局局长、人事局局长、军法署署长、海军牧师长以及其他海军部安排或选派至部長室工作的海军、海军陆战队以及文职人员。

## 历任海军作战部部长
| #    | 海军作战部长                                                 | 军衔     | 照片          | 任期开始时间   | 任期结束时间   |
| ---- | ------------------------------------------------------------ | -------- | ------------- | -------------- | -------------- |
| 1    | 威廉·本森 William Shepherd Benson (1855-1932)                | 上将     |               | 1915年5月11日  | 1919年9月25日  |
| 2    | 罗伯特·孔茨 Robert Edward Coontz (1864-1935)                 | 上将     |               | 1919年11月1日  | 1923年7月21日  |
| 3    | 爱德华·埃伯利 Edward Walter Eberle (1864-1929)               | 上将     |               | 1923年7月21日  | 1927年11月14日 |
| 4    | 查尔斯·休斯 Charles Frederick Hughes (1866-1934)             | 上将     |               | 1927年11月14日 | 1930年9月17日  |
| 5    | 威廉·普拉特 William Veazie Pratt (1869-1957)                 | 上将     |               | 1930年9月17日  | 1933年6月30日  |
| 6    | 威廉·斯坦德利 William Harrison Standley (1872-1963)          | 上将     |               | 1933年7月1日   | 1937年1月1日   |
| 7    | 威廉·D·莱希 William Daniel Leahy (1875-1959)                 | 五星上将 |               | 1937年1月2日   | 1939年8月1日   |
| 8    | 哈罗德·斯塔克 Harold Rainsford Stark (1880-1972)             | 上将     |               | 1939年8月1日   | 1942年3月2日   |
| 9    | 欧内斯特·金 Ernest Joseph King (1878-1956)                   | 五星上將 |               | 1942年3月2日   | 1945年12月15日 |
| 10   | 切斯特·尼米兹 Chester William Nimitz,Sr. (1885-1966)         | 五星上將 |               | 1945年12月15日 | 1947年12月15日 |
| 11   | 路易斯·登菲尔德 Louis Emil Denfeld (1891-1972)               | 上将     |               | 1947年12月15日 | 1949年11月2日  |
| 12   | 福雷斯特·谢尔曼 Forrest Percival Sherman (1896-1951)         | 上将     |               | 1949年11月2日  | 1951年7月22日  |
| 代理 | Lynde Dupuy McCormick (1895-1956)                            | 上将     |               | 1951年7月22日  | 1951年8月16日  |
| 13   | 威廉·费克斯勒 William Morrow Fechteler (1896-1967)           | 上将     |               | 1951年8月16日  | 1953年8月17日  |
| 14   | 罗伯特·卡尼 Robert Bostwick Carney (1895-1990)               | 上将     |               | 1953年8月17日  | 1955年8月17日  |
| 15   | 阿利·伯克 Arleigh Albert Burke (1901-96)                     | 上将     |               | 1955年8月17日  | 1961年8月1日   |
| 16   | 小乔治·安德森 George Whelan Anderson Jr. (1906-92)           | 上将     |               | 1961年8月1日   | 1963年8月1日   |
| 17   | 戴维·麦克唐纳 David Lamar McDonald (1906-97)                 | 上将     |               | 1963年8月1日   | 1967年8月1日   |
| 18   | 托马斯·穆勒 Thomas Hinman Moorer (1912-2004)                 | 上将     |               | 1967年8月1日   | 1970年7月1日   |
| 19   | 埃尔莫·朱姆沃尔特 Elmo Russell "Bud" Zumwalt Jr. (1920-2000) | 上将     |               | 1970年7月1日   | 1974年6月29日  |
| 20   | 詹姆斯·霍洛韦三世 James Lemuel Holloway III (1922-2019)      | 上将     |               | 1974年6月29日  | 1978年7月1日   |
| 21   | 托马斯·海沃德 Thomas Bibb Hayward (1924-2022)                | 上将     |               | 1978年7月1日   | 1982年6月30日  |
| 22   | 詹姆斯·沃特金斯 James David Watkins (1927-2012)              | 上将     |               | 1982年6月30日  | 1986年6月30日  |
| 23   | 卡莱尔·特罗斯特 Carlisle Albert Herman Trost (1930-2020)     | 上将     |               | 1986年7月1日   | 1990年6月29日  |
| 24   | 弗兰克·凯尔索 Frank Benton Kelso II (1933-2013)              | 上将     |               | 1990年6月29日  | 1994年4月23日  |
| 25   | 杰里米·布尔达 Jeremy Michael Boorda (1939-1996)              | 上将     |               | 1994年4月23日  | 1996年5月16日  |
| 26   | 杰伊·L·约翰逊 Jay L. Johnson (1946-)                         | 上将     |               | 1996年5月16日  | 2000年7月21日  |
| 27   | 维恩·克拉克 Vern E. Clark (1944-)                            | 上将     |               | 2000年7月21日  | 2005年7月22日  |
| 28   | 迈克尔·马伦 Michael Glenn Mullen (1946-)                     | 上将     |               | 2005年7月22日  | 2007年9月29日  |
| 29   | 加里·拉夫黑德 Gary Roughead (1951-)                          | 上将     |               | 2007年9月29日  | 2011年9月23日  |
| 30   | 乔纳森·格林纳特 Jonathan William Greenert (1953-)            | 上将     |               | 2011年9月23日  | 2015年9月18日  |
| 31   | 约翰·理查德森 John Michael Richardson (1960-)                | 上将     |               | 2015年9月18日  | 2019年8月22日  |
| 32   | 麥可·馬丁·吉爾迪 Michael Martin Gilday (1962-)               | 上将     |               | 2019年8月22日  | 2023年8月14日  |
| 代理 | 莉薩·弗蘭凱蒂 Lisa Marie Franchetti (1964-)                  | 上将     |               | 2023年8月14日  | 2023年11月2日  |
| 33   | 莉薩·弗蘭凱蒂 Lisa Marie Franchetti (1964-)                  | 上将     | 2023年11月2日 | 2025年2月21日  |                |
| 代理 | 詹姆斯·W·基爾比 James Wells Kilby (1963-)                    | 上将     |               | 2025年2月21日  | 现任           |